# Johann Gottfried Tiedemann
Pour les articles homonymes, voir Tiedemann.

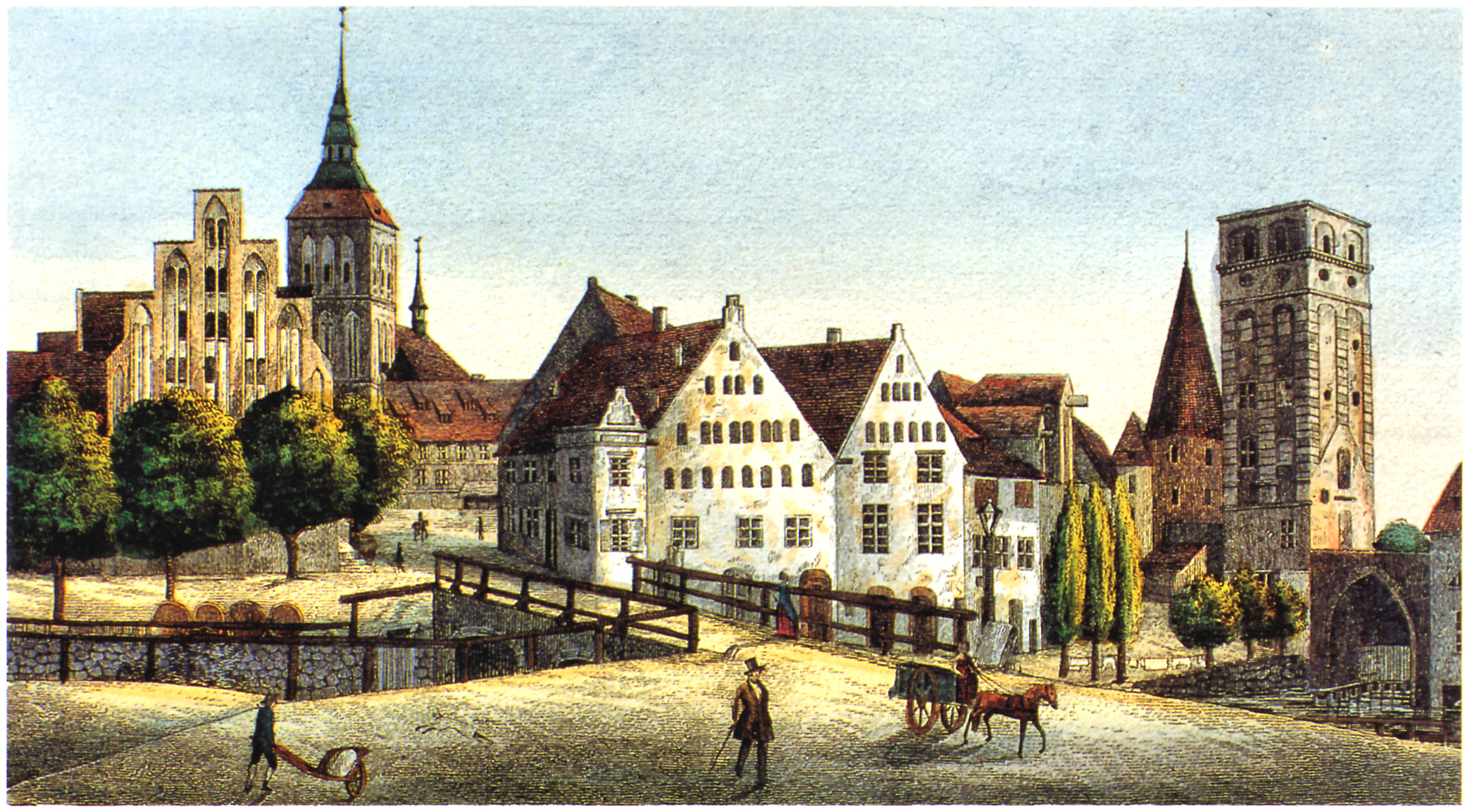
Feuille de Mecklembourg en images (1845)

Johann Gottfried Tiedemann (né le 18 septembre 1803 à Hundehagen et mort le 10 août 1850 à Rostock) est un marchand, imprimeur et éditeur mecklembourgeois.

## Biographie
Johann Gottfried Tiedemann est le fils d'un forestier. Après avoir suivi une formation commerciale, il acquiert la citoyenneté de Rostock en 1825 et s'installe dans la ville hanséatique en tant que marchand de matériaux de construction. En plus de souscrire des assurances, il dirige l'Achillessche Steindruckerei, qu'il reprend en 1826, qu'il transforme en une imprimerie efficace en 1829 lorsqu'il reprend l'entrepôt de pierre. Durant l'année de la peste de 1831, les passeports et la santé sont imprimés dans l'imprimerie de Johann Gottfried Tiedemann. Pour les marchés de Pentecôte de Rostock, il imprime le Waaren Preis Courante et un Etui-Atlas der Erde. À partir de 1828, des bustes et des figures en plâtre sont également vendus. En 1839, Johann Gottfried Tiedemann est nommé lithographe de la cour. Depuis 1837, il est membre de l'Association pour l'histoire et l'antiquité du Mecklembourg et y rencontre bientôt le célèbre chercheur en antiquité Georg Christian Friedrich Lisch. Johann Gottfried Tiedemann décède des suites de la dysenterie.

## Honneurs
- Imprimeur de pierre de la cour de 1839
- Médaille d'honneur d'or de l'Association patriotique du Mecklembourg
- Médaille prussienne pour l'art et la science

## Impressions
- Wappen-Almanach der souverainen Regenten Europa’s (1842; mit 47 Wappentafeln)
- Mecklenburgisches Wappenbuch (1838/39; in schwarz/weiß und kolorierte Prachtausgabe)
- Meklenburg in Bildern (1842–1845)